# 토빈 벨
토빈 벨(Tobin Bell, 1942년 8월 7일 ~ )은 미국의 영화배우로 원 이름은 조지프 H. 토빈 2세(Joseph H. Tobin, Jr.)이다. 어머니는 영국 출신의 배우 에일린 벨이다. 1988년 《맨하탄의 사나이》로 데뷔하였다. 2004년에 개봉된 영화 《쏘우》에서 범인 직쏘를 연기하여 세계적으로 큰 인기를 얻었다.

## 학력
- 보스턴 대학교

## 출연작품

### 주연
- 심야의 도망자 (1994)
- 시리얼 킬러 (1995)
- 죽음의 발송자 유나바머 (1996)
- 쏘우 2 (2006. 02. 16)
- 쏘우 3 (2006. 11. 30)
- 쏘우 4 (2007. 11. 21)
- 쏘우 V (2008. 12. 03)
- 쏘우 : 여섯 번의 기회 (2010. 01. 07)
- 쏘우 3D (2010. 11. 18)
- 직쏘 (2017) - 직쏘 / 존 크레이머 역

### 출연
- 투씨 (1983)
- 표적없는 총성 (1990)
- 사선에서 (1993)
- 야망의 함정 (1993)
- 머니맨 (1993)
- 리벤지 (1994)
- 퀵 앤 데드 (1995)
- 러브! 퀵? (1998)
- 4층 (1999)
- 베스트 오브 더 베스트 4 - 파이널 러쉬 (1999)
- 흑협 2 (2003)
- 쏘우 (2005)
- 부기맨 2 (2007)
- 디코이스: 에일리언의 유혹 (2007)
- 12피트 (2016) - 맥그래디 역
- 레인보우 타임 (2016)